# Callithomia suffusa
Callithomia suffusa är en fjärilsart som beskrevs av Gustav Weymer 1907. Callithomia suffusa ingår i släktet Callithomia och familjen praktfjärilar. Inga underarter finns listade i Catalogue of Life.